# Марк Клавдій Марцелл (консул 51 року до н. е.)
Марк Клавдій Марцелл (лат. Marcus Claudius Marcellus; 94 до н. е.  — 45 до н. е.) — політичний діяч Римської республіки, консул 51 року до н. е., гарний красномовець.

## Життєпис
Походив з плебейської гілки роду Клавдієв. Син Марка Клавдія Марцелла, еділа 91 року до н. е.
Замолоду займався мистецтвом красномовства, став другом Марка Порція Катона Молодшого. Разом з останнім у 64 році до н. е. став квестором. На цій посаді Марцелл виявив себе з гарного боку, але занадто м'яким до прохачів. У 63 році до н. е. підтримав Марка Цицерона проти змови Луція Сергія Катіліни.
Надалі займався захистом багатьох відомих людей у судах, зокрема у 56 році до н. е. — народного трибуна Тита Аннія Мілона, у 54 році до н. е. — Марка Емілія Скавра. Того ж року став претором. У 51 році до н. е. Марцелла обрано консулом разом з Сервієм Сульпіцієм Руфом. На цій посаді виявив себе запеклим ворогом Гая Юлія Цезаря. Так, наказав висікти магістрата м. Новий Ком, щоб продемонструвати невизнання цивільних прав, наданих цьому місту Цезарем. 1 червня, а потім 30 вересня Марцелл намагався поставити у сенаті питання про дострокове призначення наступника Цезарю у Галлії, але зіткнувся з нерішучістю сенату, опором свого колеги Сервія Руфа, народних трибунів-цезаріанців, а також Гнея Помпея. Після цього залишок своєї каденції провів у бездіяльності.
Марк Марцелл 1 січня 49 року до н. е. пропонував відкласти пред'явлення ультиматуму Гаю Цезарю до тих пір, поки сенат не набере незалежну від Гнея Помпея армію, але під тиском консула Лентула зняв свою пропозицію. З початком громадянської війни Марцелл вирушив слідом за Помпеєм до Греції, але надалі не брав участі у військових діях. Після битви при Фарсалі Клавдій вимушений був вирушити у вигнання до м. Мітилени (о. Лесбос), де займався дослідженнями та поліпшував майстерність у красномовстві. Згодом родичі домоглися від Цезаря помилування для Марцелла. Але на шляху до Риму Клавдій затримався в Афінах й у травні 45 року до н. е. через особисту помсту був вбитий власним клієнтом Магієм Хілоном.